# Baume-les-Dames
Baume-les-Dames je naselje in občina v francoskem departmaju Doubs regije Franche-Comté. Leta 2007 je naselje imelo 5.333 prebivalcev.

## Geografija
Kraj leži v pokrajini Franche-Comté ob reki Doubs, 30 km severovzhodno od Besançona.

## Uprava
Baume-les-Dames je sedež istoimenskega kantona, v katerega so poleg njegove vključene še občine Adam-lès-Passavant, Autechaux, Aïssey, Cusance, Côtebrune, Esnans, Fontenotte, Fourbanne, Grosbois, Guillon-les-Bains, Hyèvre-Magny, Hyèvre-Paroisse, Lanans, Luxiol, Montivernage, Passavant, Pont-les-Moulins, Saint-Juan, Servin, Silley-Bléfond, Vaudrivillers, Vergranne, Verne in Voillans z 9.020 prebivalci.
Kanton Baume-les-Dames je sestavni del okrožja Besançon.

## Zgodovina
Baume-les-Dames, nekdanja Balmea, Balma, Palma, Baume-les-Nonnes, se prvikrat omenja v 10. oz. 11. stoletju v listini burgundskegavojvoda Huga I. in papeških bulah Celestina II. in Inocenca II..

## Zanimivosti
- benediktinska opatija sv. Odila, ustanovljena v 4. stoletju pod nadškofom Besançona sv. Germanom, ukinjena 1791 med francosko revolucijo,
- cerkev sv. Martina, prvotno iz 9. stoletja, prenovljena v neogotskem stilu v prvi polovici 17. stoletja,
- kapela sv. Groba iz sredine 16. stoletja.

## Pobratena mesta
- Zell am Harmersbach (Baden-Württemberg, Nemčija);